# Zamek Kamenica
Zamek Kamenica (słow. Kamenický hrad) – ruiny zamku w miejscowości Kamenica w północno-wschodniej Słowacji. Znajdują się na zbudowanym ze skał wapiennych wzgórzu Zámok (725 m), u zachodnich podnóży Gór Czerchowskich. 
Zamek wzniesiony został w XIII wieku, prawdopodobnie w 1248 r., w ramach szerokiej akcji budowania murowanych dzieł obronnych, podjętej przez króla Węgier Belę IV po najeździe "tatarskim" z lat 1241-1242. W I połowie XVI w. zamek wraz z umocnieniami został rozbudowany w stylu renesansowym. W 1556 r., w czasie walk o koronę węgierską, został zdobyty przez wojska cesarskie Ferdynanda I Habsburga i po zdobyciu zburzony. W 1811 r. materiał skalny i pozostałe jeszcze resztki zamku wykorzystano do budowy miejscowej gorzelni. Pozostały tylko resztki wieży. Obecnie dokonano częściowej rekonstrukcji zamku i całe wzgórze zamkowe udostępniono do zwiedzania, wykonując sieć ścieżek.
Z Kamenicy do ruin zamku prowadzi znakowana ścieżka edukacyjna z tablicami informacyjnymi. Szczyt wzgórza zamkowego jest bezleśny i dzięki temu jest on bardzo dobrym punktem widokowym. Panorama obejmuje Góry Czerchowskie, Góry Lewockie i Spišsko-šarišské medzihorie z jego miejscowościami. 

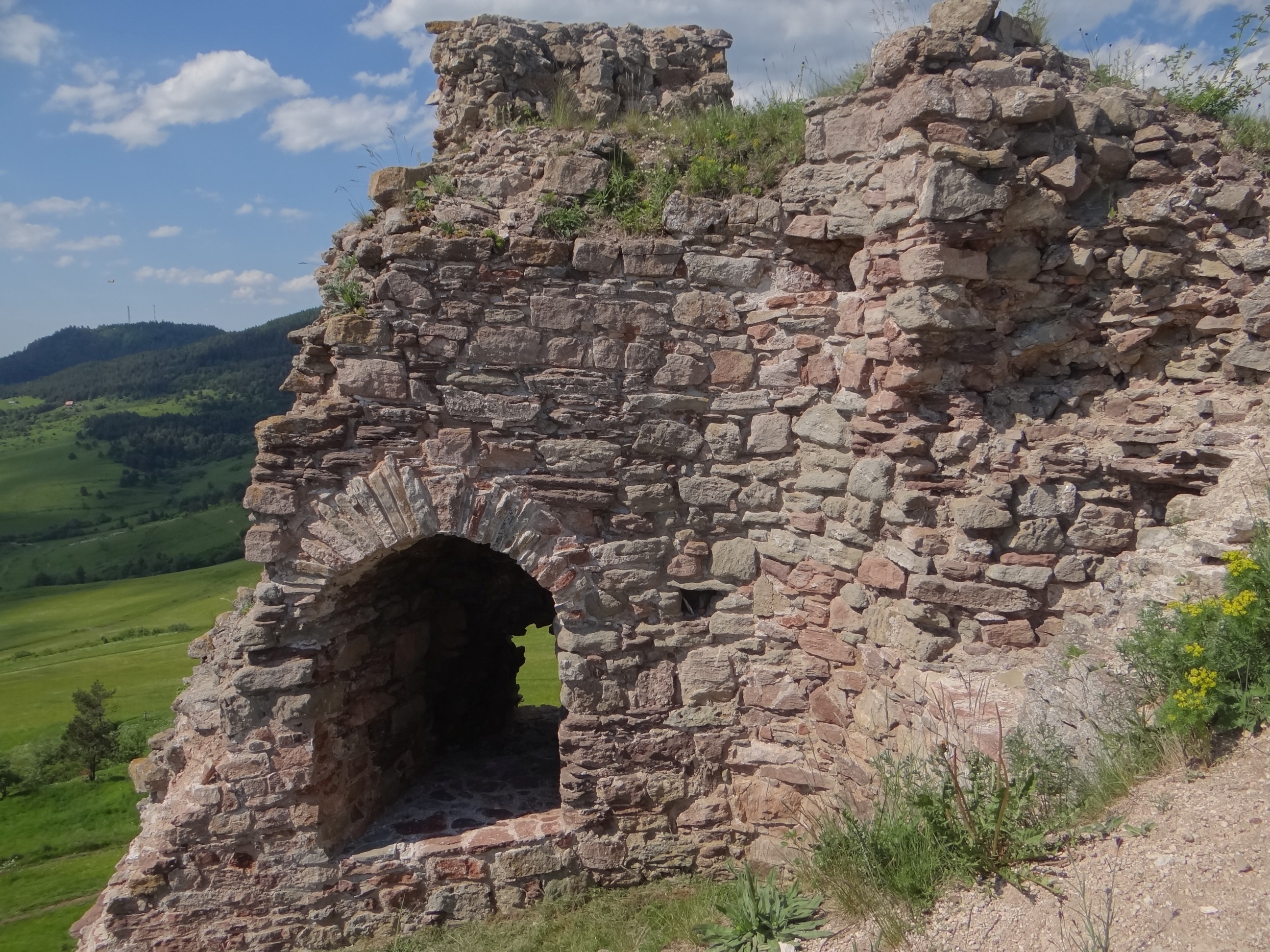
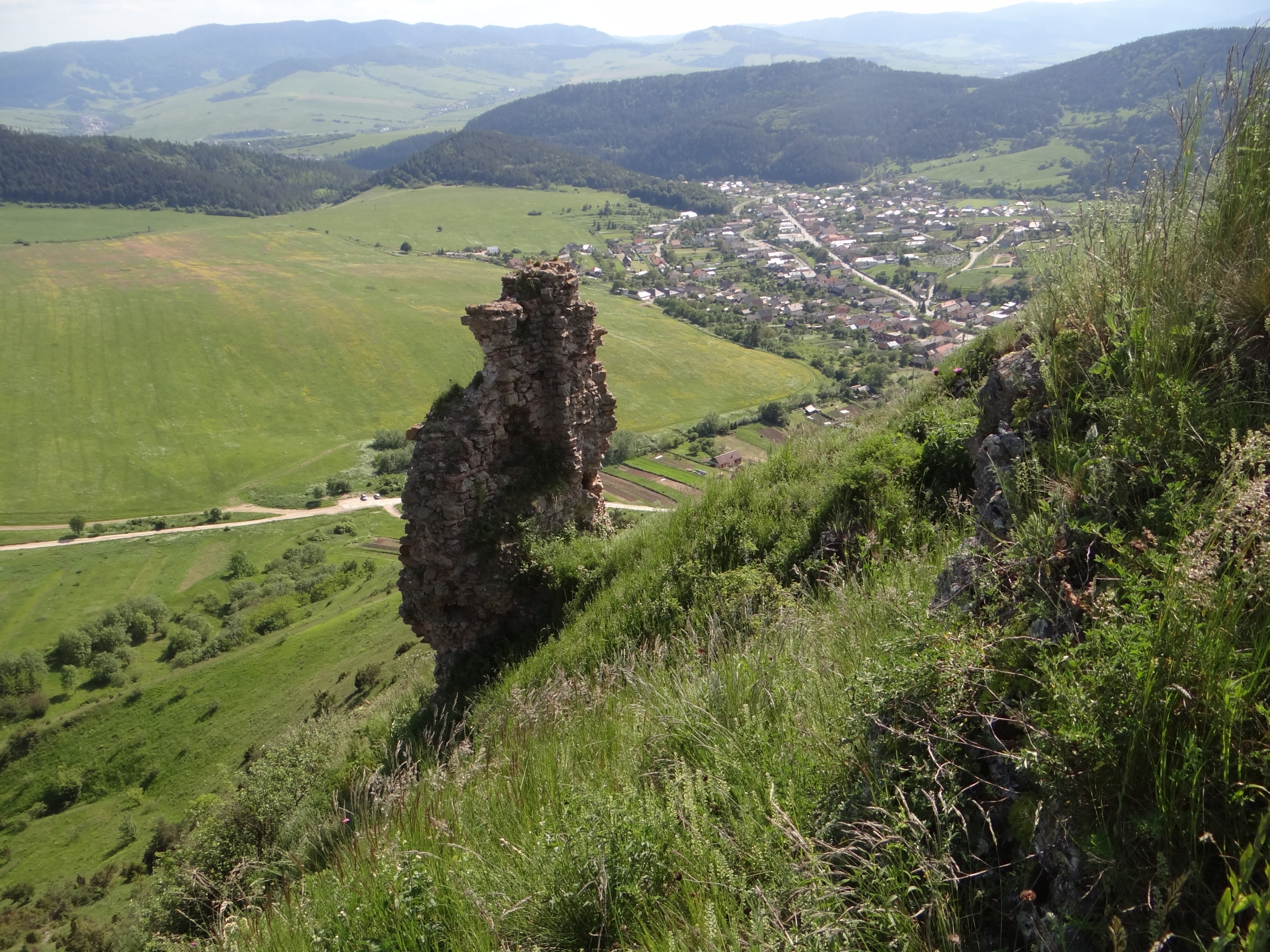
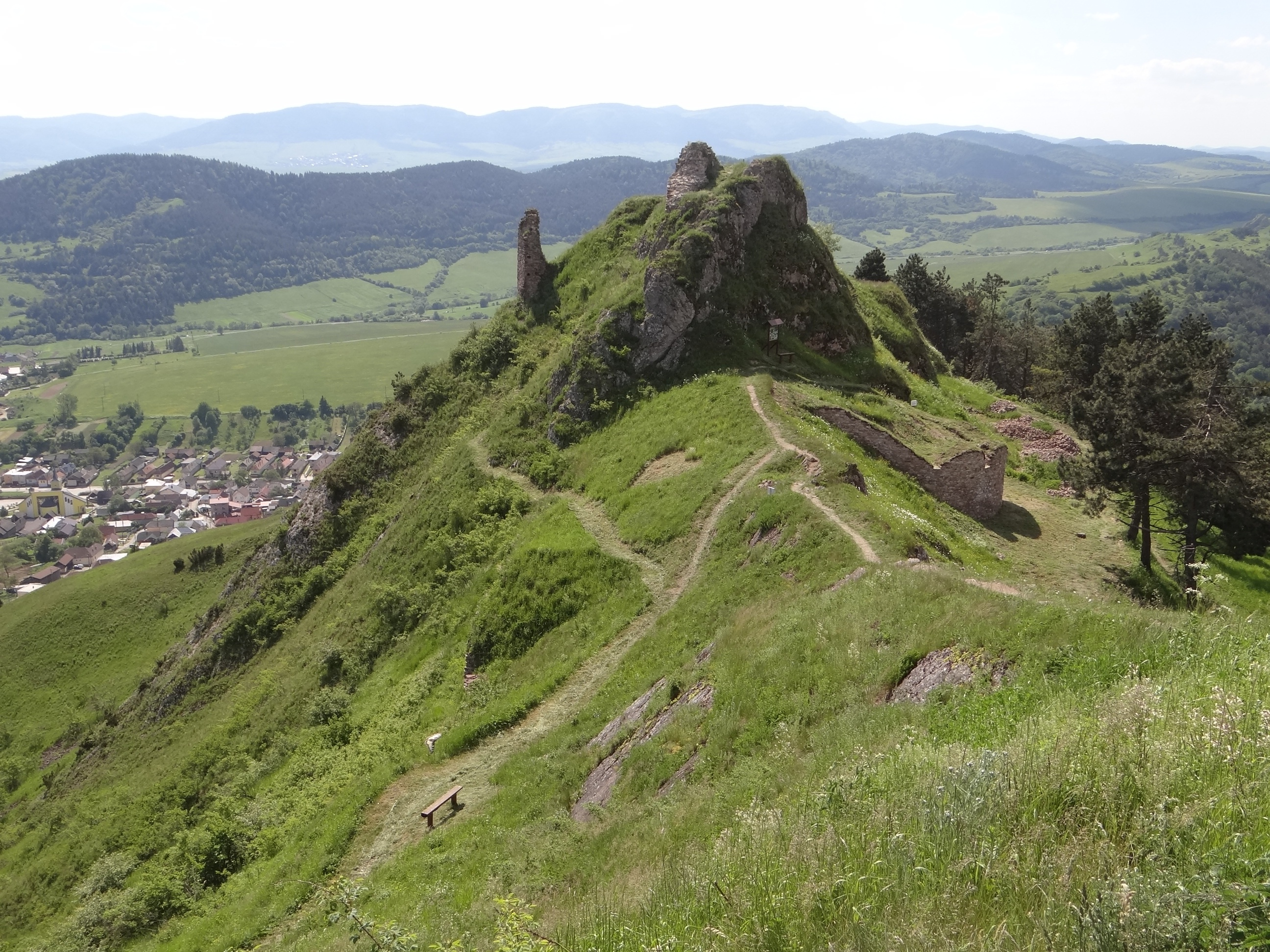